# Ілічовка (Дрокійський район)
Ілічовка (рум. Iliciovca) — село у Дрокійському районі Молдови. Входить до складу комуни, адміністративним центром якої є село Шалвірій-Векі.

## Населення
За даними перепису населення 2004 року у селі проживали 226 осіб.
Національний склад населення села:
| Національність       | Кількість осіб | Відсоток |
| -------------------- | -------------- | -------- |
| молдавани            | 210            | 92,9%    |
| українці             | 11             | 4,9%     |
| росіяни              | 3              | 1,3%     |
| інша / без відповіді | 2              | 0,9%     |
| Всього               | 226            | 100%     |